# Alian (Kaohsiung)
Alian (chinesisch 阿蓮區, Pinyin Ālián Qū, Pe̍h-ōe-jī A-lian-khu) ist ein Stadtbezirk von Kaohsiung in der Republik China (Taiwan).

## Beschreibung
Alian liegt an der nordwestlichen Stadtgrenze von Kaohsiung zur benachbarten Stadt Tainan. Die nördliche Grenze wird im Wesentlichen vom Fluss Erren oder Erren Xi (二仁溪) gebildet, der in gewundenem Verlauf in Ost-West-Richtung fließt. Die Nord-Süd-Ausdehnung beträgt etwa 6 bis 7 Kilometer und die West-Ost-Ausdehnung 4 bis 8 Kilometer. Am Ostrand liegt der Dagangshan (大崗山,  Dàgǎngshān ), ein sich etwa 4 km in Nord-Süd-Richtung und 2 km Ost-West-Richtung erstreckendes Kalkstein-Plateau, das nach Westen hin mit einem 30 bis 50 m hohen Abhang und nach Osten mit einem etwa 30 m hohen Abhang endet. Durch Wassererosion wurde das Plateau in erdgeschichtlicher Zeit zum Teil in eine Art Karstlandschaft umgestaltet. Am südlichen Ende erreicht das Plateau eine Höhe von 312 m über dem Meeresspiegel. Die angrenzenden Stadtbezirke in Kaohsiung sind Luzhu im Westen, Gangshan im Süden und Tianliao im Osten, und in Tainan Guanmiao im Nordwesten und Longqi im Nordosten.
Alian liegt südlich des Wendekreis des Krebses und das Klima ist tropisch feucht-warm. Die Durchschnittstemperatur beträgt etwa 25 °C, wobei es teilweise zu erheblichen jahreszeitlichen Schwankungen kann (minimal im Winter bis 7 °C, maximal im Sommer bis 36 °C). Der durchschnittliche Jahresniederschlag liegt bei 1670 mm und konzentriert sich auf die Sommermonate, während des Südwestmonsuns Anfang Mai bis Ende September.

## Geschichte
Im Gebiet von Alian wurden menschliche Überreste gefunden, die darauf hinweisen, dass die Gegend schon vor 5000 bis 20 000 Jahren von Menschen besiedelt wurde. Die ersten historisch fassbaren Bewohner waren Pingpu, d. h. indigen-taiwanische Völker der Ebenen. Nachdem die Niederländische Ostindien-Kompanie ab 1624 Süd-Taiwan in Besitz genommen hatte, kam es, gefördert durch die niederländische Kolonialverwaltung, zu einer massiven Einwanderung von Han-Chinesen, vor allem aus der Provinz Fujian. Diese Einwanderung setzte sich unter der nachfolgenden Herrschaft Zheng Chenggongs fort. Nach Übernahme Taiwans durch das Kaiserreich China der Qing-Dynastie 1683 wurde die weitere Einwanderung vom Festland zunächst verboten bzw. schon Eingewanderte wurden zum Teil wieder an ihre Herkunftsorte zurückgesandt, da die Qing-Autoritäten die Entstehung einer Anti-Qing-Hochburg in Taiwan befürchteten. Dieses Verbot wurde jedoch bald gelockert bzw. de facto außer Kraft gesetzt. Spätestens gegen Ende der Herrschaftszeit Qianlongs war Alian ein ganz überwiegend von Han-Chinesen besiedeltes Gebiet. Nach dem japanisch-chinesischen Krieg von 1894/95 kam Taiwan unter japanische Herrschaft. 1920 wurde Alian im Rahmen einer Verwaltungsreform als Dorf (庄,  Zhuāng) einrichtet. Während der japanischen Herrschaft erlebten die buddhistischen Tempel auf dem Dagangshan eine Blütezeit. 1945 wurde Taiwan von der Republik China übernommen und aus dem Dorf Alian (阿蓮庄,  Ālián Zhuāng) wurde die Landgemeinde Alian (阿蓮鄉,  Ālián Xiāng) im neu eingerichteten Landkreis Kaohsiung. Am 25. Dezember 2010 wurde der gesamte Landkreis in die Stadt Kaohsiung eingegliedert und alle Landkreisgemeinden erhielten den Status von Stadtbezirken (區,  Qū).

## Bevölkerung
Die große Mehrheit der Bevölkerung bilden Hoklo. Ende 2019 lebten 116 Angehörige indigener Völker in Alian (Bevölkerungsanteil ca. 0,4 %).
| Gliederung Alians |
|                   |

## Verwaltungsgliederung

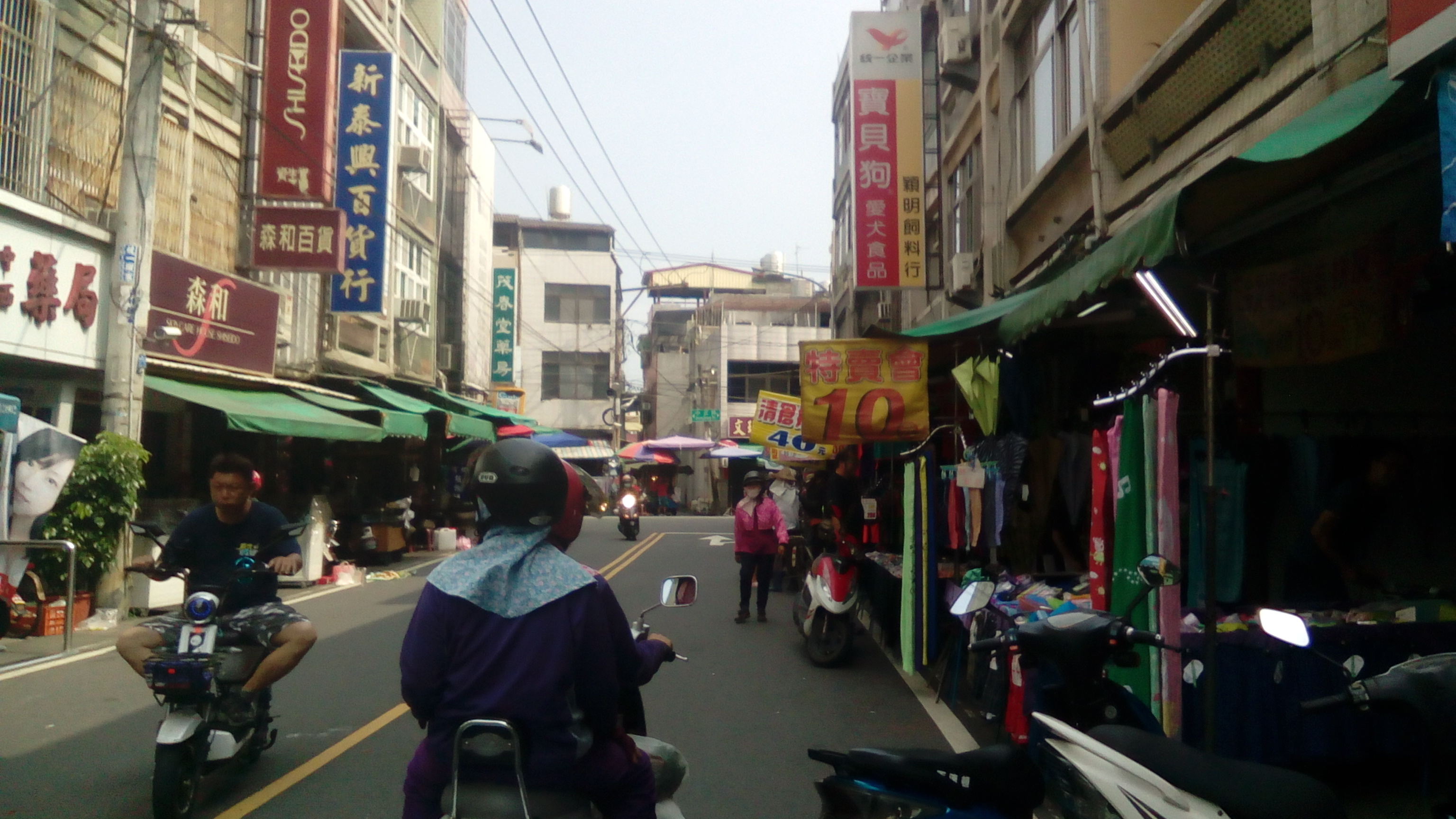
Straßenszene in Alian

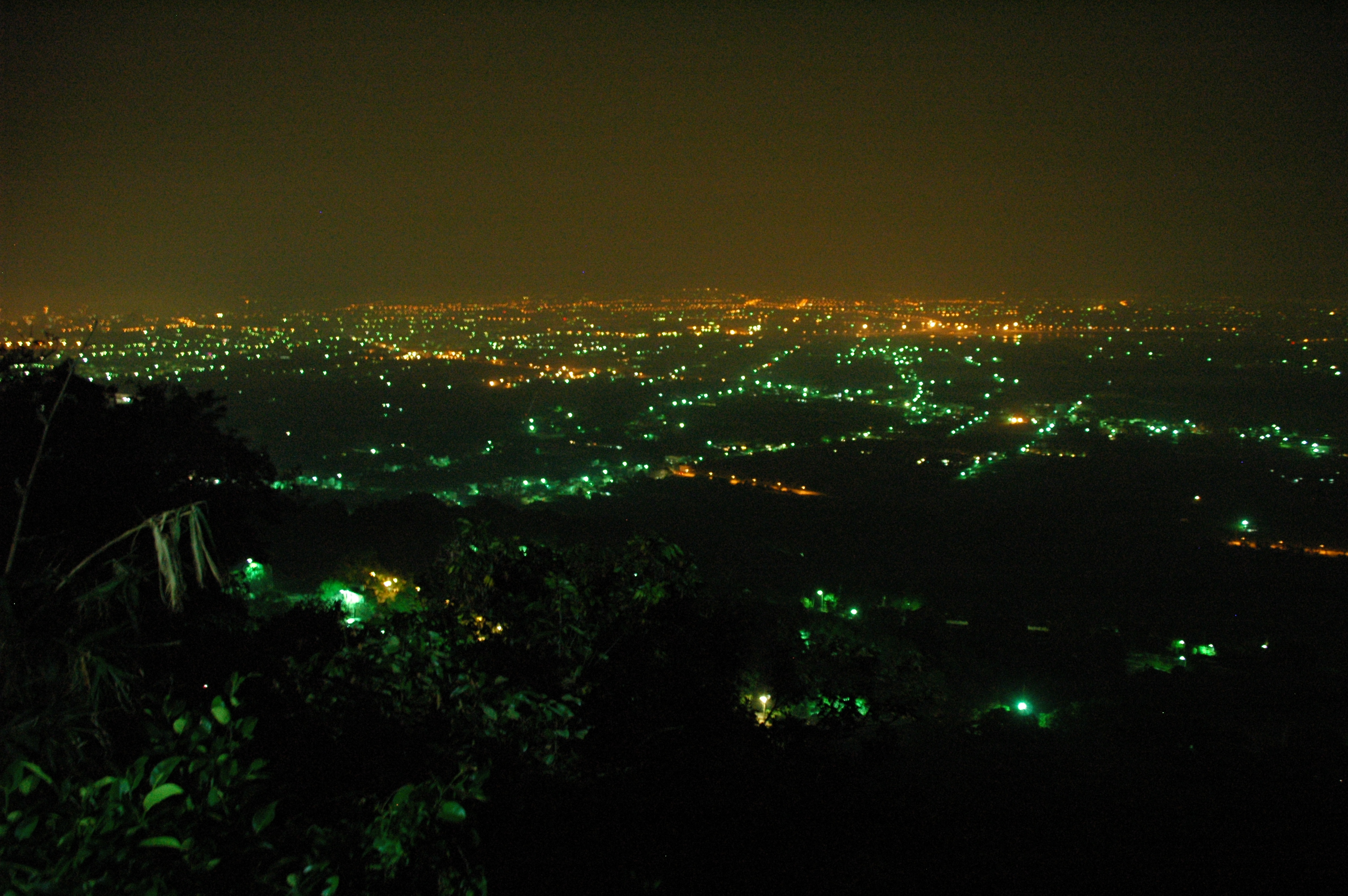
Blick vom Dagangshan Richtung Westen auf das nächtliche Alian

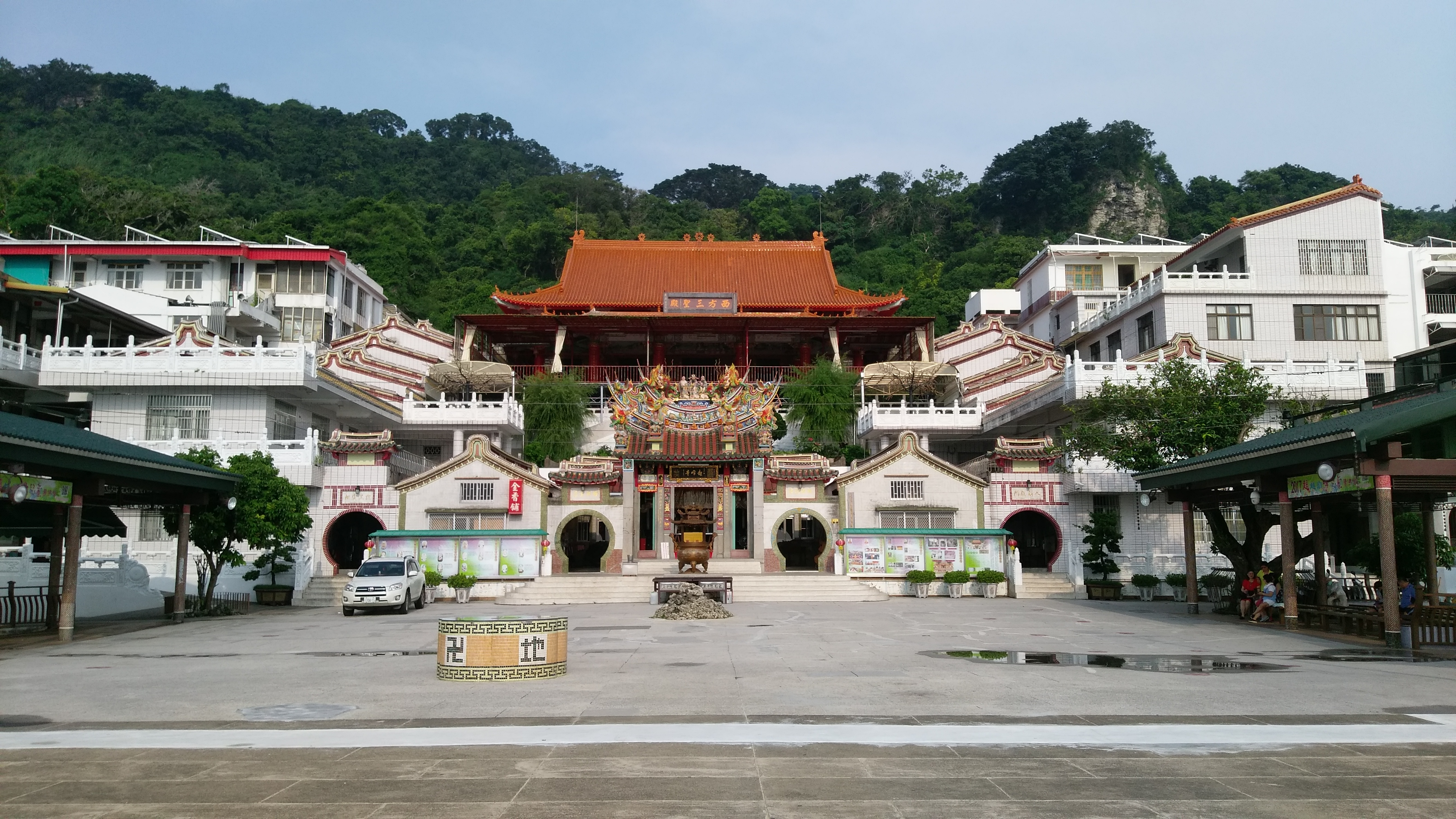
Chaofeng-Tempel

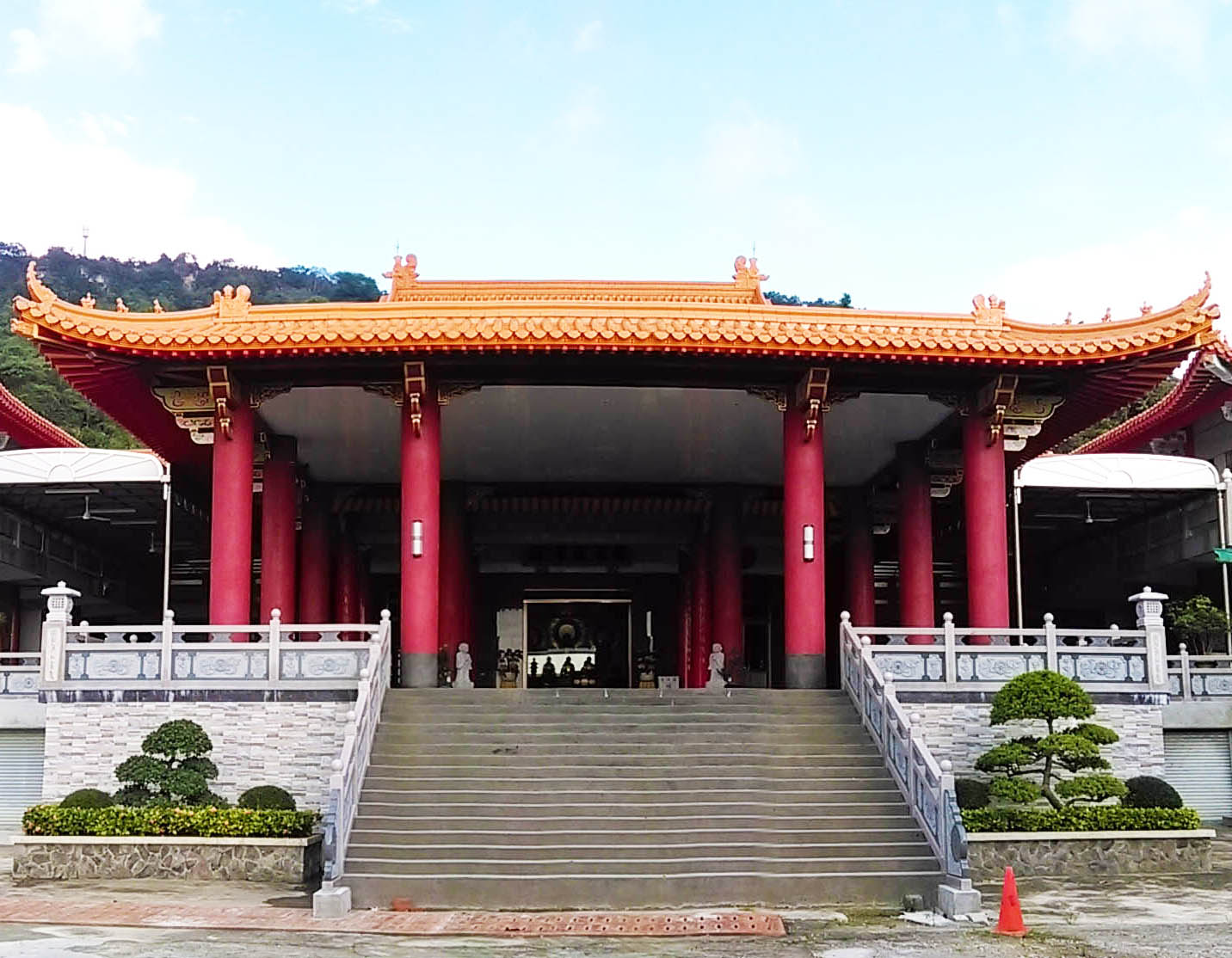
Lianfeng-Tempel

Zwischen 1946 und 1978 war die damalige Landgemeinde in 12 Dörfer (村,  Cūn) eingeteilt. 1978 wurde das Dorf Lunding (崙頂村) aufgrund zu geringer Einwohnerzahl an das Dorf Ganghou angegliedert. Im Jahr 1982 wurde aus Teilen des Dorfs Alian (阿蓮村) aufgrund gestiegener Einwohnerzahl das neue Dorf Nanlian gebildet, so dass Alian danach wieder wie anfänglich aus 12 Verwaltungseinheiten bestand. Nach 2010 wurden aus den Dörfern Stadtteile (里,  Li). Derzeit ist Alian in 12 Stadtteile untergliedert.
1 Qinglian (清蓮里)

2 Helian (和蓮里)

3 Qingqi (青旗里)

4 Alian (阿蓮里)

5 Nanlian (南蓮里)

6 Fengshan  (峯山里)

7 Gangshan (崗山里)

8 Fu’an (復安里)

9 Yuku (玉庫里)

10 Ganghou (港後里)

11 Shi'an (石安里)

12 Zhonglu (中路里)

## Wirtschaft
Alian ist ein stark landwirtschaftlich geprägter Bezirk. Es gibt mehr als 3000 landwirtschaftliche Betriebe, die etwa 1889 Hektar bewirtschaften. Dabei sind Spezialkulturen bedeutsam: Guaven auf 330 ha (mehr als 10 000 t Jahresertrag), Indische Jujuben (160 ha, ca. 7000 t), Wassermelonen (80 ha), Tomaten (60 ha), u. a. m.

## Verkehr
Am westlichen Rand zieht die Nationalstraße 1 (Autobahn) vorbei, die das Gebiet von Alian im Südwesten in einem kurzen Abschnitt im Stadtteil Yuku streift. Wichtigste Straßenverbindungen innerhalb Alians sind die Provinzstraßen 28, 19A (19甲) und 39. Erstere durchquert Alian in Ost-West-Richtung, die zweitgenannte verläuft in Nord-Süd-Richtung und die drittgenannte fungiert als Zubringer zur Provinzstraße 19A von Norden.

## Besonderheiten
Der Dagangshan-Naturpark (大崗山風景區,  Dàgǎngshān fēngjǐng qū) erstreckt sich über die vier Stadtbezirke Gangshan, Yanchao, Alian und Tianliao von Kaohsiung. Grob wird er in den Ruyi-Park (如意公園), den Religionspark (宗教園區, aufgrund seiner buddhistischen Tempel) und den Naturbelassenen Park (然生態區) eingeteilt. Im Religionspark befindet sich der buddhistische Chaofeng-Tempel (超峰寺,  Chāofēng sì ), dessen Anfänge auf das Jahr 1749 zurückgehen. Die heutigen Bauten stammen allerdings ganz überwiegend aus dem 20. Jahrhundert. Zwei weitere buddhistische Tempel auf dem Dagangshan sind der Lianfeng-Tempel (蓮峰寺,  Liánfēng sì ) aus dem Jahr 1912 und der Longhu-Tempel (龍湖庵,  Lónghú ān ) aus dem Jahr 1910.